# Ханс Щук
Ханс Щук (на немски: Hans Stuck) е бивш пилот от Формула 1. Роден на 27 декември 1900 година в Варшава, Полша.

## Формула 1
Ханс Щук прави своя дебют във Формула 1 в Голямата награда на Италия през 1951 година. В световния шампионат записва 2 състезания, като не успява да спечели точки. Състезава се за отборите на БРМ, АФМ и с частен Ферари.